# 비상 (코요태의 음반)
《비상(非常)》은 대한민국의 3인조 혼성그룹 코요태의 정규 5집 앨범이다.
4집 《필립(必立)》 발표 직전 엑스터시 복용 혐의로 입건되어 활동하지 못한 김구는 본래 5집부터 다시 참여할 예정이었으나 무산되었고, 결국 2002년 11월을 끝으로 코요태에서 최종 탈퇴하였다. 김구 대신 OPPA · PLT의 전 멤버 정명훈이 객원 멤버로 참여하였다.

## 개요

### 타이틀곡 〈비상〉
〈단념〉과의 경합을 거쳐 타이틀곡으로 선정된 〈비상〉은 신지가 작사를 도맡은 곡이다. 안무는 김종민이 고안하였다.
〈비상〉의 한자 표기는 앨범 타이틀과는 다른 '悲傷'으로, 같은 발음의 앨범 타이틀과 합하여 '비상(悲傷)으로 비상(非常)한 비상(飛翔)을 꿈꾼다'라는 슬로건을 내걸었다. 당초 음반 제작 당시 신지가 팬들에게 타이틀곡의 이름을 공모하였으며, '비상'은 여기에서 선출한 이름이다.

### 후속곡 〈체념〉
당초 타이틀곡 후보로 〈비상〉과 경합하였던 〈단념〉은 이후 후속곡 후보에도 올랐었으나, 결국 〈체념〉으로 확정되었다.
리틀 코요태
〈체념〉 뮤직비디오 제작 당시 각 멤버의 모습을 본뜬 아동 리틀신지 · 리틀종민 · 리틀명훈으로 이루어진 '리틀 코요태'가 함께 출연하였으며, 이후 활동에도 참여하였다. 이들 중 리틀명훈은 신지의 남동생이었기 때문에 당시 이목을 끌었었으며, '리틀신지'의 경우 외모가 신지와 흡사하여 신지의 여동생으로 오인받기도 하였다.
본래 '리틀 코요태'는 〈체념〉 활동 종료 시까지 함께 활동할 예정이었으나, 리틀명훈에 대한 방송 출연 제안이 쇄도하자 동생의 보호를 위한 신지의 요청으로 도중에 해체하였다. 신지는 리틀 코요태 해체를 청원한 이유에 대하여, 동생이 연예인이 되는 것을, 또한 동생을 위해 어머니가 따라다니며 고생하는 것을 원치 않기 때문이라고 밝혔다.

### 삼속곡 〈애원〉
본래 삼속곡으로 〈슬퍼지는 하루〉가 내정되어 있었으나, 신지 및 팬들의 강력한 요청으로 인하여 〈애원〉으로 변경되었다. 〈애원〉은 코요태의 방송 활동곡 중 유일한 발라드곡이다.

### 사속곡 · 오속곡
당초 코요태 측에서는 5개곡을 선보일 예정이라고 하였으며, 또 〈애원〉 활동 당시에도 사속곡이 예정되어 있음을 밝혔었으나 실제로는 〈애원〉을 끝으로 활동을 종료하였다.

## 수록곡
| #            | 제목              | 작사         | 작곡         | 편곡         | 재생 시간 |
| ------------ | ----------------- | ------------ | ------------ | ------------ | --------- |
| 1.           | 〈남남〉          | 주영훈       | 주영훈       | 주영훈       | 3:47      |
| 2.           | 〈무심〉          | 김태희       | 정진수       | 정진수       | 4:07      |
| 3.           | 〈비상(非常)〉    | 신지         | 심상원       | 이영기       | 4:11      |
| 4.           | 〈가〉            | 김태희       | 정진수       | 정진수       | 3:34      |
| 5.           | 〈애원〉          | 김태희       | 정정민       | 정정민       | 4:29      |
| 6.           | 〈Stop〉          | 최은하       | 윤일상       | 윤일상       | 3:34      |
| 7.           | 〈놀자〉          | 이재경       | Justin       | Justin       | 3:51      |
| 8.           | 〈애심〉          | 홍재선       | 홍재선       | 유대영       | 3:57      |
| 9.           | 〈슬퍼지는 하루〉 | 이재경       | 바비 킴      | 바비 킴      | 3:51      |
| 10.          | 〈Day〉           | 신지, 최원석 | 김규남       | 김규남       | 3:23      |
| 11.          | 〈단념〉          | 김태희       | 정진수       | 정진수       | 3:38      |
| 12.          | 〈All the time〉  | 박상희       | JK Lee       | JK Lee       | 3:49      |
| 13.          | 〈체념〉          | 최원석       | 김규남       | 김규남       | 3:33      |
| 14.          | 〈일년 반〉       | 강은경       | Justin       | Justin       | 3:43      |
| 총 재생 시간 | 총 재생 시간      | 총 재생 시간 | 총 재생 시간 | 총 재생 시간 | 50:07     |

## 미수록곡

### 〈Together〉
〈Together〉는 본래 《非常》에 수록될 예정이었던 곡으로, 녹음 현장을 방송에 공개하기도 하였으나 계획이 변경되어 6집 《Koyote 6》에 수록되었다.

### 〈Storm〉
〈Storm〉은 본래 《비상》에 수록될 예정인 곡이었으나, 신지의 성대 문제로 인하여 녹음하지 못하고 《Koyote 6》에 수록되었다.